# Колома (Мічиган)
Колома (англ. Coloma) — місто (англ. city) в США, в окрузі Беррієн штату Мічиган. Населення — 1465 осіб (2020).

## Географія
Колома розташована за координатами 42°11′12″ пн. ш. 86°18′34″ зх. д. / 42.18667° пн. ш. 86.30944° зх. д. (42.186570, -86.309346).  За даними Бюро перепису населення США в 2010 році місто мало площу 2,30 км², з яких 2,30 км² — суходіл та 0,00 км² — водойми.

## Демографія
Згідно з переписом 2010 року, у місті мешкали 1483 особи в 606 домогосподарствах у складі 398 родин. Густота населення становила 645 осіб/км².  Було 667 помешкань (290/км²).
Расовий склад населення:
| - 93,5 % — білих - 1,2 % — чорних або афроамериканців - 1,1 % — азіатів - 0,5 % — корінних американців - 1,7 % — осіб інших рас |

До двох чи більше рас належало 2,1 %. Частка іспаномовних становила 3,9 % від усіх жителів.
За віковим діапазоном населення розподілялося таким чином: 24,6 % — особи молодші 18 років, 60,9 % — особи у віці 18—64 років, 14,5 % — особи у віці 65 років та старші. Медіана віку мешканця становила 38,6 року. На 100 осіб жіночої статі у місті припадало 95,6 чоловіків;  на 100 жінок у віці від 18 років та старших — 91,8 чоловіків також старших 18 років.
Середній дохід на одне домашнє господарство  становив 49 329 доларів США (медіана — 45 478), а середній дохід на одну сім'ю — 57 481 долар (медіана — 54 583). Медіана доходів становила 37 917 доларів для чоловіків та 36 016 доларів для жінок. За межею бідності перебувало 12,4 % осіб, у тому числі 19,2 % дітей у віці до 18 років та 7,1 % осіб у віці 65 років та старших.
Цивільне працевлаштоване населення становило 687 осіб. Основні галузі зайнятості: виробництво — 22,7 %, освіта, охорона здоров'я та соціальна допомога — 21,8 %, роздрібна торгівля — 13,5 %, мистецтво, розваги та відпочинок — 11,6 %.